# فورادا (مینه‌سوتا)
فورادا، مینه‌سوتا (به انگلیسی: Forada, Minnesota) یک شهر در ایالات متحده آمریکا است که در شهرستان داگلاس واقع شده‌است.

## خصوصیات
فورادا ۱٫۴۲ کیلومترمربع مساحت و ۱۸۵ نفر جمعیت دارد و ۴۳۲ متر بالاتر از سطح دریا واقع شده‌است.